# Apieae
Tribu
Les Apieae sont une tribu de plantes à fleurs de la sous-famille des Apioideae dans la famille des Apiaceae.

## Nom
La tribu des Apieae est décrite en 2004 par la botaniste soviétique Vera Mikhaylovna Vinogradova (dans une publication du botaniste soviéto-arménien Armen Takhtajan).

## Liste des genres
La tribu des Apieae comprend treize genres selon NCBI en 2020 :
- Ammi L.
- Anethum L.
- Apium L.
- Billburttia Magee & B.-E. van Wyk
- Deverra DC.
- Foeniculum Mill.
- Naufraga Constance & Cannon
- Petroselinum Hill
- Pseudoridolfia Reduron et al.
- Ridolfia Moris
- Schoenoselinum Jim.Mejías & P.Vargas
- Sclerosciadium W. D. J. Koch ex DC.
- Stoibrax Raf.